# Семёнов, Иван Дмитриевич
Иван Дмитриевич Семёнов (1924—1976) — майор Советской Армии, участник Великой Отечественной войны, Герой Советского Союза (1943).

## Биография
Родился 15 сентября 1924 года на хуторе Ляпичево (ныне — Калачёвский район Волгоградской области). После окончания семи классов школы работал трактористом. В июне 1942 года был призван на службу в Красную Армию. С сентября 1943 года — на фронтах Великой Отечественной войны.
К сентябрю 1943 года гвардии сержант И. Д. Семёнов командовал отделением отдельного мотострелкового батальона 51-й гвардейской танковой бригады 6-го гвардейского танкового корпуса 3-й гвардейской танковой армии Воронежского фронта. Отличился во время битвы за Днепр. В ночь с 21 на 22 сентября 1943 года его отделение в числе первых переправилось через Днепр в районе села Григоровка Каневского района Черкасской области Украинской ССР и принял активное участие в боях за захват и удержание плацдарма на его западном берегу. Вместе с четырьмя товарищами (гвардии рядовыми В. Н. Ивановым, В. А. Сысолятиным и Н. Е. Петуховым) пробрался в немецкий тыл и вызвал панику в расположении противника, что способствовало успешному удержанию плацдарма.
Указом Президиума Верховного Совета СССР от 17 ноября 1943 года был удостоен звания Героя Советского Союза с вручением ордена Ленина и медали «Золотая Звезда».
В 1945 году окончил Саратовское бронетанковое училище. В 1947 году в звании майора был уволен в запас. Проживал и работал в Волгограде. Скончался 4 января 1976 года.
Был также награждён рядом медалей.